# Hyperolius riggenbachi
Hyperolius riggenbachi là một loài ếch thuộc họ Hyperoliidae.
Loài này có ở Cameroon và Nigeria.
Môi trường sống tự nhiên của chúng là vùng núi ẩm nhiệt đới hoặc cận nhiệt đới, đồng cỏ nhiệt đới hoặc cận nhiệt đới vùng đất cao, đầm nước, đầm nước ngọt, và đầm nước ngọt có nước theo mùa.
Chúng hiện đang bị đe dọa vì mất môi trường sống.

## Hình ảnh

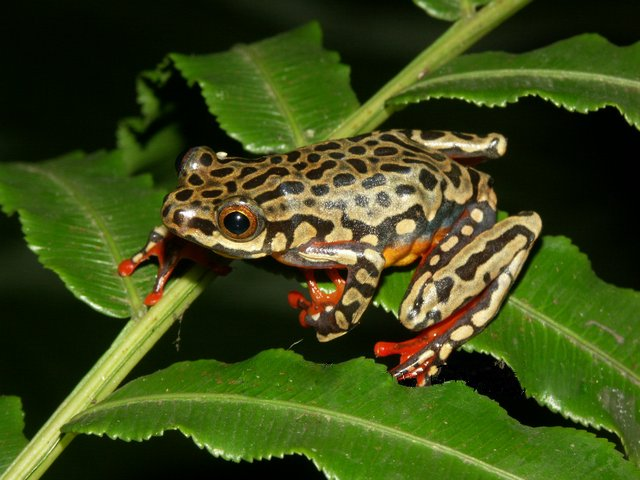
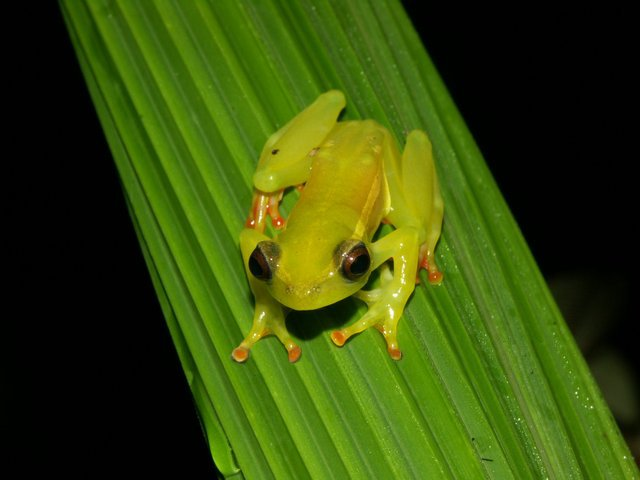
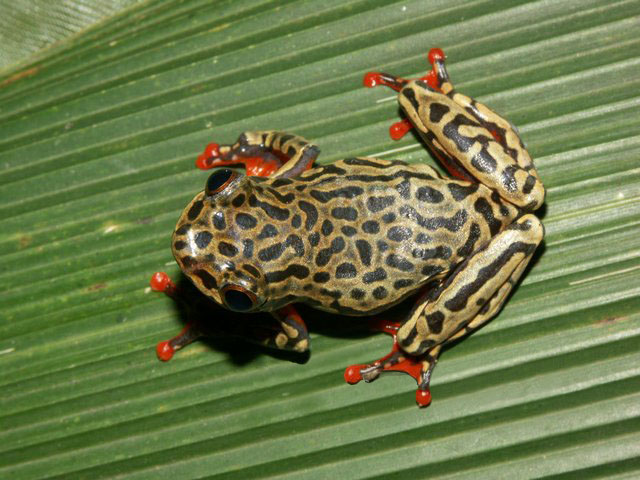
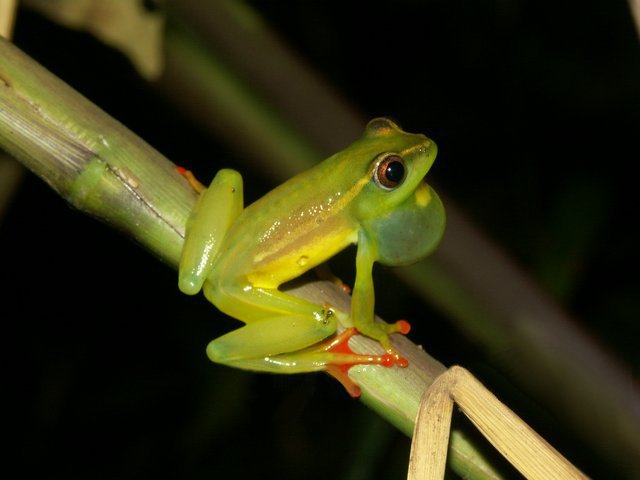